# Quan hệ Slovakia – Việt Nam
Quan hệ Slovakia – Việt Nam là quan hệ song phương giữa Cộng hòa Slovakia và Cộng hòa Xã hội Chủ nghĩa Việt Nam. Slovakia có Đại sứ quán tại Hà Nội và Lãnh sự quán tại Thành phố Hồ Chí Minh. Trong khi đó, Việt Nam có một Đại sứ quán tại Bratislava, thủ đô của Slovakia. Người Việt Nam được Slovakia công nhận là một dân tộc thiểu số vào năm 2023.

## Lịch sử & quan hệ hiện tại
Nhà lãnh đạo của chính quyền Việt Nam Dân Chủ Cộng Hòa, lúc bấy giờ là Chủ tịch Hồ Chí Minh, đã đến thăm Slovakia vào năm 1957, khi Slovakia là một phần của Tiệp Khắc. Chuyến thăm của ông đã được ghi nhớ với việc khánh thành tấm bảng về chuyến thăm của ông đến nước này. Kể từ đó, Slovakia đã duy trì mối quan hệ tương đối chặt chẽ với Việt Nam, ngay cả sau khi Liên Xô sụp đổ vào những năm 1990.

### Vụ bắt giữ Trịnh Xuân Thanh 2017
Trịnh Xuân Thanh, một cựu Đảng viên Đảng Cộng sản Việt Nam và là một doanh nhân bị buộc tội tham nhũng, đã bị một nhóm người Việt giấu tên được cho là đặc vụ Việt Nam ở Đức bí mật bắt cóc và giam giữ tại Berlin. Những người bắt cóc được phát hiện đã sử dụng không phận Slovakia và máy bay phản lực của Chính phủ Slovakia để đưa Trịnh Xuân Thanh ra khỏi đất nước; điều này đã gây ra sự tức giận và đe dọa đóng băng mối quan hệ song phương giữa Slovakia và Việt Nam. Vụ án đã bị bác bỏ sau khi không thể thu thập đủ bằng chứng về vụ bắt cóc, nhưng căng thẳng về vụ bắt giữ Trịnh Xuân Thanh vẫn dai dẳng trong quan hệ chính trị giữa hai nước.
Năm 2019, trong chuyến thăm, Thủ tướng Đức Angela Merkel đã kể lại vụ bắt giữ cho người đồng cấp Slovakia khiến sự việc trở nên phức tạp.

### Phó Thủ tướng Slovakia thăm Việt Nam
Nhận lời mời của Phó Thủ tướng Vương Đình Huệ, Phó Thủ tướng Slovakia Peter Pellegrini thăm chính thức Việt Nam từ ngày 25 đến ngày 28 tháng 11 năm 2017 để đánh giá hợp tác kinh tế - thương mại giữa Việt Nam và Slovakia thời gian qua phát triển ổn định.

## Người Việt tại Slovakia
Mặc dù có chung di sản Tiệp Khắc và người Việt nhập cư, cộng đồng người Việt ở Slovakia vẫn ít hơn so với nước láng giềng, Cộng hòa Séc. Giống như hầu hết người Việt Nam ở Đông Âu, họ được coi là hòa nhập tốt trong xã hội Slovakia.